# Mesogonia tolosa
Mesogonia tolosa är en insektsart som först beskrevs av William Lucas Distant 1908.  Mesogonia tolosa ingår i släktet Mesogonia och familjen dvärgstritar. Inga underarter finns listade i Catalogue of Life.